# Хэмпден Парк (1873—1883)
Хэмпден Парк (англ. Hampden Park) — бывшая футбольная площадка в Глазго (Шотландия). Она служила домашней ареной для клуба «Куинз Парк» с 1873 года по 1883 год. Она была первой из трёх одноимённых арен, последняя из которых служит домашней ареной для клуба и ныне. Первый Хэмпден Парк принял у себя первый в истории финал Кубка Шотландии в 1874 году.

## История
Хэмпден Парк был построен между рекреационной площадкой Куинз Парк (где «Куинз Парк» играл до этого) и террасой Хэмпден, взяв своё название от дороги. Будучи первым закрытым стадионом с турникетами в Великобритании, Хэмпден Парк был открыт 25 октября 1873 года матчем «Куинз Парка» с «Дамбреком», в рамках первого раунда Кубка Шотландии, завершившемся разгромом гостей со счётом 7:0. Позднее арена приняла у себя и первый в истории финал Кубка Шотландии, в котором «Куинз Парк» победил «Клайдсдейл» 2:0. Впоследствии на нём также проходили финалы этого турнира в 1875, 1876 (переигровка), 1877 (вторая переигровка), 1878, 1879 (финал и переигровка), 1880 и 1883 годах (финал и переигровка).
Первый Хэмпден Парк также провёл у себя несколько международных матчей сборной Шотландии. Впервые она сыграла на этой арене 2 марта 1878 года, разгромив Англию со счётом 7:2, спустя три недели шотландцы там же уничтожили сборную Уэльса (9:0). Национальная команда провела ещё четыре матча на первом Хэмпден Парке, последний из которых завершился очередным разгромом Уэльса (5:0) 25 марта 1882 года.
В 1883 году клуб был вынужден покинуть Хэмпден Парк из-за планов Каледонской железной дороги построить ветку Кэткарт через этот участок. Команда перебралась на несколько сотен метров на восток на новую площадку, которую они также назвали Хэмпден Парк, которая однако не была готова до 1884 года, из-за чего «Куинз Парк» временно принимал гостей на крикетной площадке Титвуд, принадлежащей крикетному клубу «Клайдсдейл».
На месте первого Хэмпден Парка ныне находятся железнодорожные линии и боулинг-клуб под названием Hampden Bowling Club.